# Kristian Kristiansen
Kristian Kristiansen född 16 november 1909 i Tromsø, död 14 juli 1980, var en norsk författare. Han skrev ett antal historiska romaner. Han har även skrivit under pseudonymen Christian Wessel.
Kristiansen föddes i Tromsø, men flyttade med familjen till Hovin i Sør-Trøndelag då han var nio år. Något år senare flyttade familjen till Trondheim. Han arbetade bland annat som kontorist, tvålfabrikatör och vaktmästare. Under andra världskriget gick han med i motståndsrörelsen och tvingades 1942 fly till Sverige. 
Kristiansens första utgåva i bokform var barnboken Eggtjuver i fugleberget (1938). Han hade då redan skrivit en mängd noveller bland annat i Arbeidermagasinet och dessutom två skådespel. Innan flykten till Sverige hade han hunnit utge ännu en barnbok och tre romaner. Redan den första romanen för vuxna var en historisk roman, men de tidigaste romanerna och båda skådespelen hade också ett starkt arbetarpolitiskt innehåll.
Efter kriget bodde Kristansen en tid i Sverige. 1950 flyttade han till Trondheim, där han bodde resten av sitt liv. Här skrev han en serie historiska romaner som delvis byggde på faktiska händelser från stadens historia. 
Kristiansens mest kända verk, trilogin Adrian Posepilt, Vårherres blindebukk och I den sorte gryte, dramatiserades av författaren för NRK Radioteater som Adrian Posepilt (1976), Adrian klokker (1978) och Gunilla Adriansdatter (1980).
Kristiansens bostad Adrianstua vid Ringvebukta ägs nu av Trondheim kommun och disponeras av Trøndersk forfatterlag.